# Bednáreček
Bednáreček – wieś i gmina w Czechach, w powiecie Jindřichův Hradec, w kraju południowoczeskim. Według danych z dnia 1 stycznia 2014 liczyła 182 mieszkańców.
We wsi jest przystanek kolejowy Bednáreček.